# Черткова, Анна Константиновна
Анна Константиновна Черткова (в девичестве — Дитерихс, 17 [29] сентября 1859, Киев, Российская империя — 11 октября 1927, Москва, СССР) — детская писательница, общественный деятель, собирательница фольклора, мемуаристка, натурщица российских художников-передвижников. Литературные псевдонимы — «А. Ч.» и «А. Ч-ва».
Анна Дитерихс родилась в семье профессиональных военных, вышла замуж за крупного оппозиционного российскому правительству издателя и общественного деятеля Владимира Черткова, была близкой знакомой Льва Толстого, сама была известна современникам как активная пропагандистка «толстовства» и вегетарианства. Активно сотрудничала в издательстве «Посредник», а также в популярных в своё время журналах «Свободное слово» и «Листки свободного слова». Перу Анны Чертковой принадлежат небольшие литературные произведения (одно из них было переиздано за 24 года 12 раз), воспоминания о Льве Толстом и литературоведческие статьи. Она опубликовала несколько выпусков религиозных песен русских сектантов.
Анна Черткова запечатлена Николаем Ярошенко на известных картинах «Курсистка» (1883) и «В тёплых краях» (1890). Также Черткова изображена на программном для художника полотне Михаила Нестерова «На Руси. Душа народа» (1916) рядом с мужем и Львом Толстым.

## Биография
Анна Дитерихс родилась в Киеве в семье профессионального военного (на тот момент полковника-артиллериста) Константина Александровича Дитерихса (1823—1899), дослужившегося до полного генерала. В годы Кавказской войны с Дитерихсом познакомился Лев Толстой, использовавший «Записки о Кавказской войне» Дитерихса при создании «Хаджи-Мурата». Мать Анны — дворянка Ольга Иосифовна Мусницкая (1840—1893). Анна была старшей дочерью и вторым ребёнком в семье. В начале 1860-х годов семья Анны жила на Волге в двухэтажном деревянном доме с мезонином и палисадником в городе Дубовка. Сильное впечатление от пожаров, которые там происходили в 1861—1862 годах, и страх перед так и не обнаруженными поджигателями она описывала позже в своих воспоминаниях о детстве. Девочка предпочитала ходить босиком и не придавала значения одежде, особенно не любила в ней яркие цвета. Позже она вспоминала, что в детстве хотела быть мальчиком. Из самых приятных впечатлений детства она особенно выделяла музыку и в первую очередь пение. Музыка, по словам Дитерихс, «гипнотизировала» её. В семье девочку называли Галя, а не Анна, такой порядок ввёл её дед по матери генерал Осип Мусницкий, по словам мемуаристки, полу-поляк, полу-литвин. Мать была глубоко верующим человеком, твёрдой сторонницей православия. Отец, долгое время живший на Кавказе, интересовался исламом, а также христианскими сектами — учением молокан и духоборов.

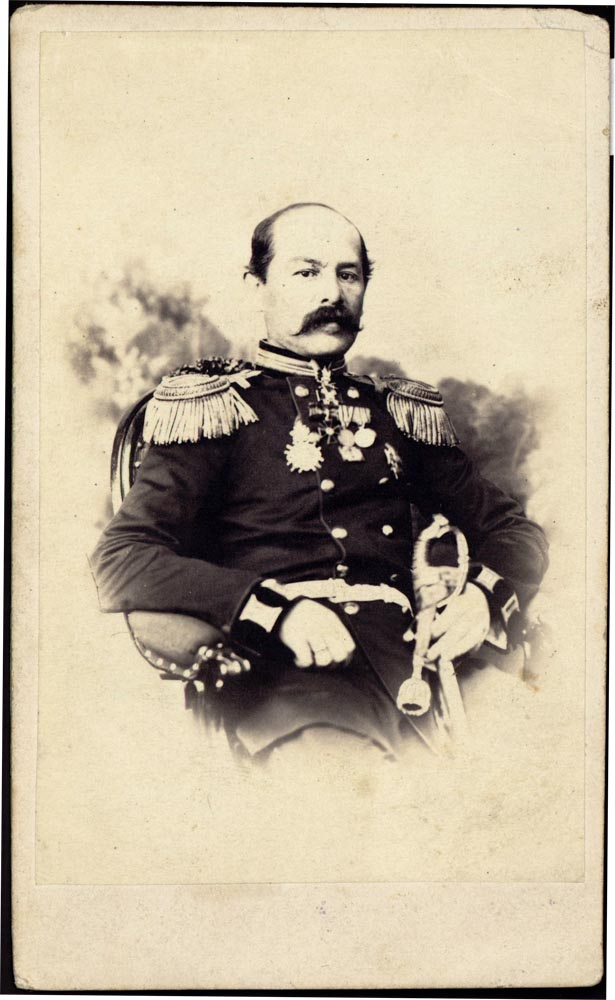
Отец, 1866 год
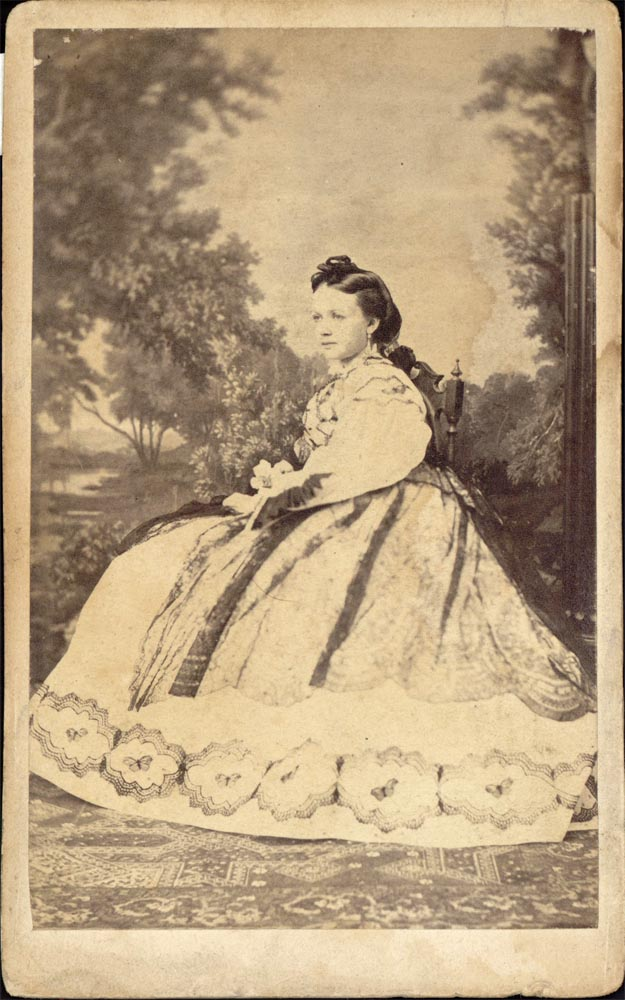
Мать, 1860-е годы
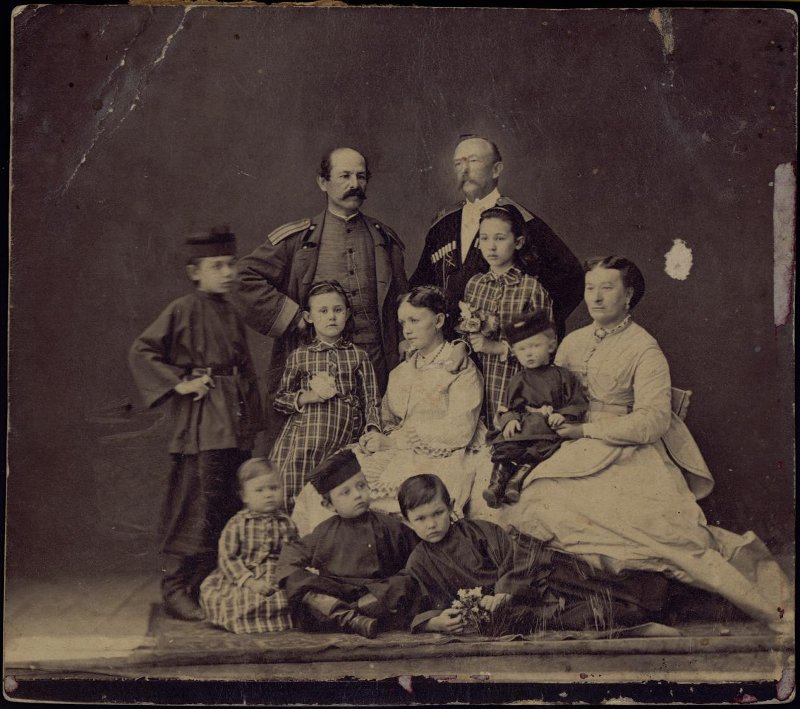
К. А. и О. И. Дитерихсы с детьми и родственниками
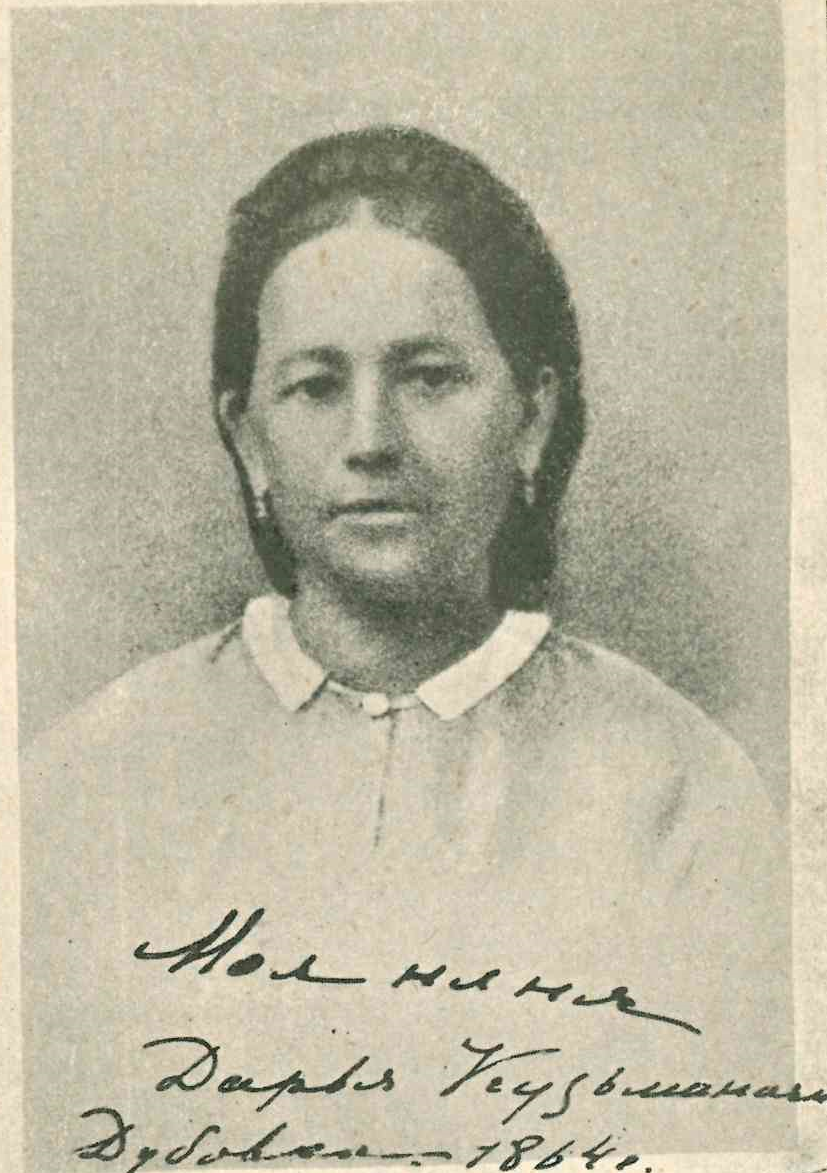
Няня Анны Дитерихс Дарья Кузьминишна Дубовская, 1864 год

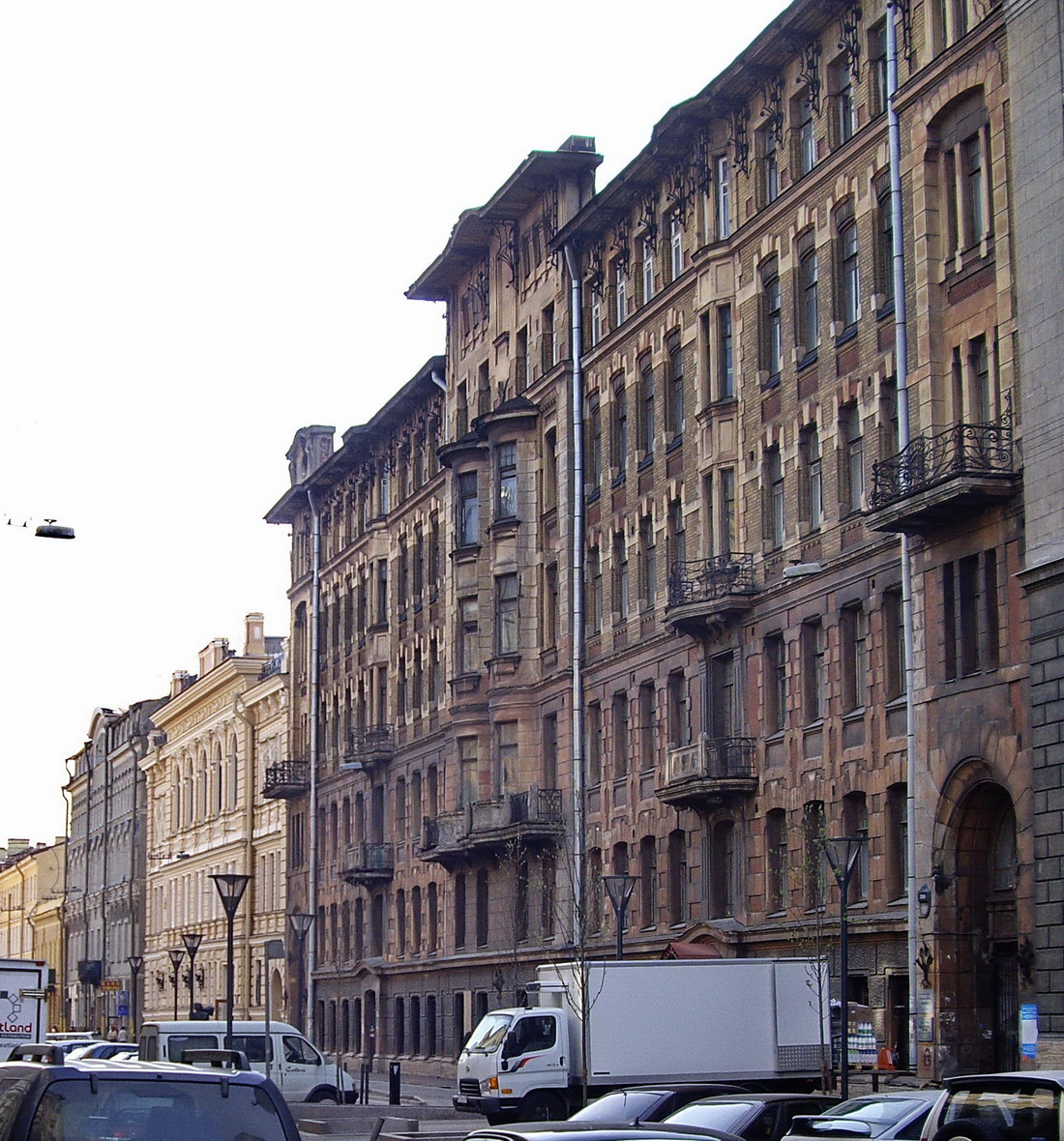
Здание гимназии М. Н. Стоюниной в настоящее время

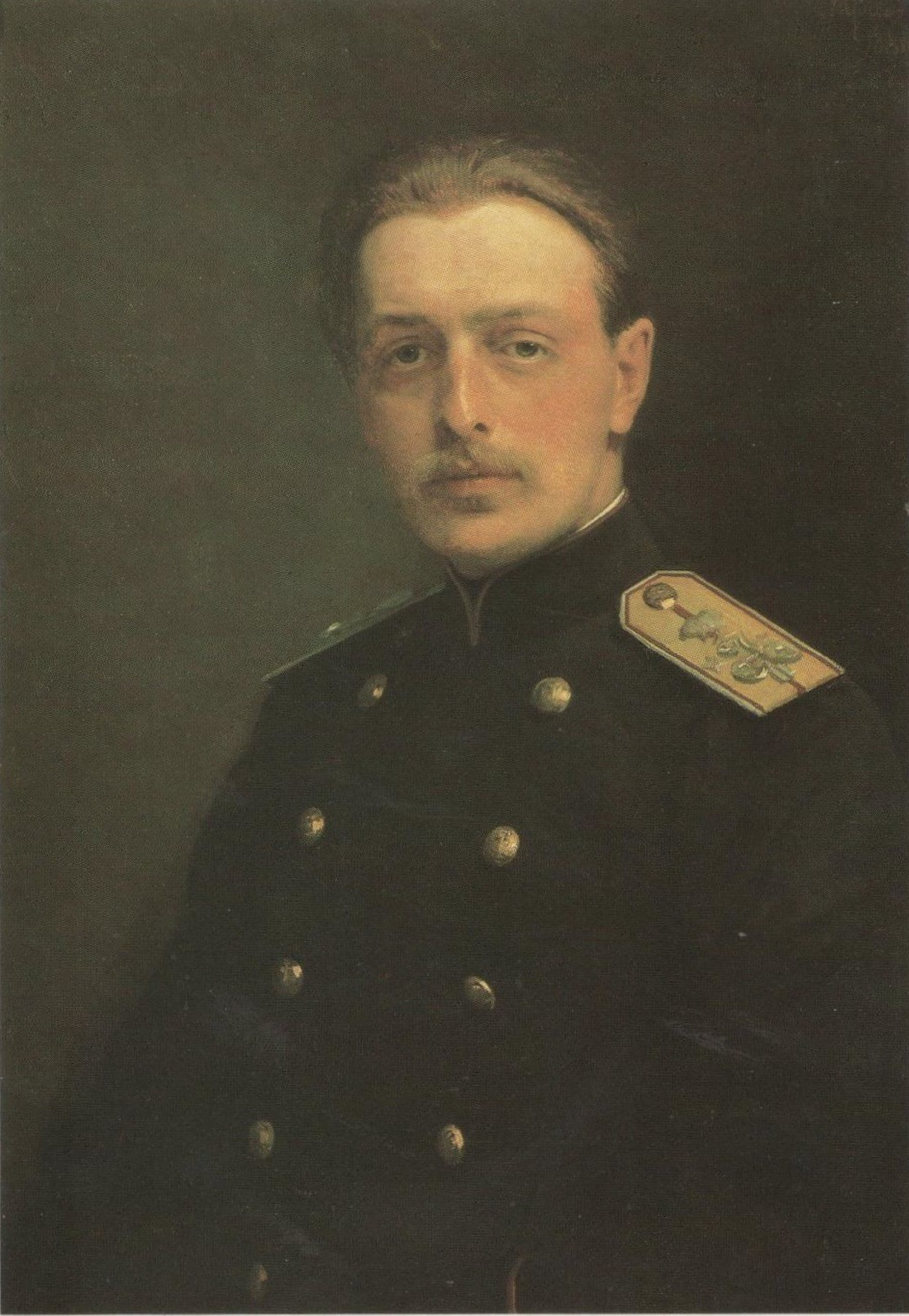
Иван Крамской. Портрет В. Г. Черткова, 1881 год

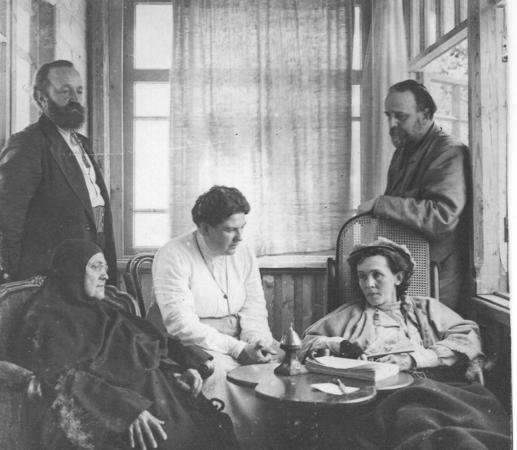
Павел Бирюков, Мария Толстая, Александра Толстая, Анна и Владимир Чертковы (крайние справа) в Ясной Поляне, до 1910 года

В Киеве девочка училась в гимназии и серьёзно занималась музыкой. В 1878 году Анна поступила на словесное отделение высших Бестужевских женских курсов в Санкт-Петербурге, но через два года перевелась на естественное отделение. Получить диплом о его окончании в 1886 году Дитерихс так и не смогла. Проучившись четыре года, она тяжело заболела и пропустила последний экзамен. В годы учёбы она увлекалась материализмом, позитивизмом, учением Иоганна Готлиба Фихте.
Есть сообщение русского религиозного философа Николая Лосского, что некоторое время Анна Дитерихс работала учительницей в частном среднем женском учебном заведении в Санкт-Петербурге — в гимназии М. Н. Стоюниной, где в это время учились её младшие сёстры Ольга и Мария.
С 1885 года Дитерихс стала участвовать в работе издательства «Посредник», куда её привёл общественный деятель и публицист Павел Бирюков. «Очень болезненная и хрупкая, остро переживающая каждое новое впечатление, требовательная к себе и серьёзная, А. К. Дитерихс привлекала к себе людей и скоро стала необходимой работницей в новом издательстве», — писал о ней Михаил Муратов.
В издательстве «Посредник» Анна Дитерихс познакомилась с Львом Толстым и Владимиром Чертковым, за которого вскоре вышла замуж. В издательстве она трудилась в качестве редактора и корректора, а также вела переписку. Одновременно Дитерихс занималась сочинительством. Проживали супруги Чертковы в 1890-е годы на хуторе Ржевск (подарок Владимиру Черткову от его дяди), который состоял из господского дома на горе, обширного двора и многочисленных построек. Ржевск был уединённым местечком, окружённым полями и степями. Земля сдавалась в аренду. Многочисленными были в усадьбе прислуга, рабочие, кучера, мастеровые. Здесь велись литературные и организационные дела «Посредника».
В 1897 году Чертков был выслан из России. Супруги уехали «целым домом». С ними поехала мать Владимира Черткова, две служанки, долгие годы жившие с ними, — Анна, с ранней юности служившая в их доме, и няня их сына Катя, а также домашний врач Альберт Шкарван, австрийский подданный, словак по национальности. Во время проживания в Великобритании с 1897-го по 1908-й год вместе с супругом Анна Черткова работала в издательстве «Свободное слово». В своей автобиографии он писала, что хотя «числилась издательницей, реально исполняла обязанности корректорши, конторщицы, компиляторши и помощницы редактора, писала редакционные заметки, составляла № журнала «Свободное слово», вела сношения с типографией и проч.». Когда издание «Свободного слова» было перенесено Бирюковым в Швейцарию, Чертковы сосредоточились на издании «Листков свободного слова».
Современница описывает Тактон-хаус, где жили Чертковы в городке Крайстчёрч, как очень странный и неуютный. Местами он был в три, а местами в четыре этажа, построен из кирпича и весь обвит плющом. В центре его находилась лестница, с правой и с левой стороны выходили двери множества комнат. Специальная стальная кладовая была предназначена для хранения рукописей Толстого, она была оборудована системой сигнализации. Все комнаты были изолированными и не сообщались друг с другом, кроме каминов, никакого другого отопления не было, и зимой Анна Черткова страдала от холода. В доме одновременно проживали человек 30—40: русские, латыши, эстонцы, англичане, которые имели разные убеждения: там были толстовцы, социал-демократы, социалисты-революционеры — «все они что-то делали, работали, и жизнь была полной и интересной». В определённые дни недели Чертковы кормили английских бродяг. Рядом с Тактон-хаусом находилась типография «Свободного слова».
После возвращения из Великобритании Чертковы поселились в Тульской губернии. Их дом в Телятинках стал центром притяжения толстовцев. Там они, по свидетельству современника, чувствовали себя проще, чем в Ясной Поляне, «где их связывала чуждая им обстановка барского дома». Сын Владимир близко сошёлся с крестьянской молодёжью. Чертковы быстро привлекли внимание местной администрации, на них поступили доносы. С октября 1908 года за Чертковыми был установлен негласный надзор. Дом, выстроенный Чертковыми в трёх километрах от Ясной Поляны, был деревянный, двухэтажный и, по отзыву современницы, неуютный. Толстой называл его «пивным заводом». В нижнем этаже находилась большая столовая, за которой в обе стороны шли коридоры, каждый из коридоров вёл в четыре небольшие комнаты. На втором этаже в центре был расположен зал со сценой для любительских спектаклей. Всего насчитывалось 34 комнаты. Почти все они были заняты гостями. Вокруг дома не было привычных для усадеб террасы, клумб, реки или пруда.
Анна Черткова много и тяжело болела. Толстой восхищался её стойкостью и видел в ней одну из тех женщин, для кого «высший и живой идеал есть пришествие царствия бога». В 1920-е годы она занималась разбором и описанием рукописей писателя для издания его Полного собрания сочинений, а также составляла научный комментарий к переписке Льва Толстого со своим мужем. Умерла Анна Черткова в Москве в 1927 году. Похоронена рядом с мужем на Введенском кладбище (21 уч.).
Анна Черткова запечатлена Н. А. Ярошенко на картинах «Курсистка» (1883) и «В тёплых краях» (1890). Биограф Ярошенко, старший научный сотрудник его Мемориального музея-усадьбы Ирина Поленова писала, что Черткова также стала комическим персонажем в графике художника. По мнению исследовательницы, в Анне Чертковой Ярошенко находил «соответствие разным и даже взаимоисключающим своим замыслам». Черткова изображена на полотне Михаила Нестерова «На Руси. Душа народа» (1916) рядом с мужем и Львом Толстым, а также на двух портретах, которые он выполнил в 1890 году.

## Литературная работа и вклад в издательскую деятельность мужа

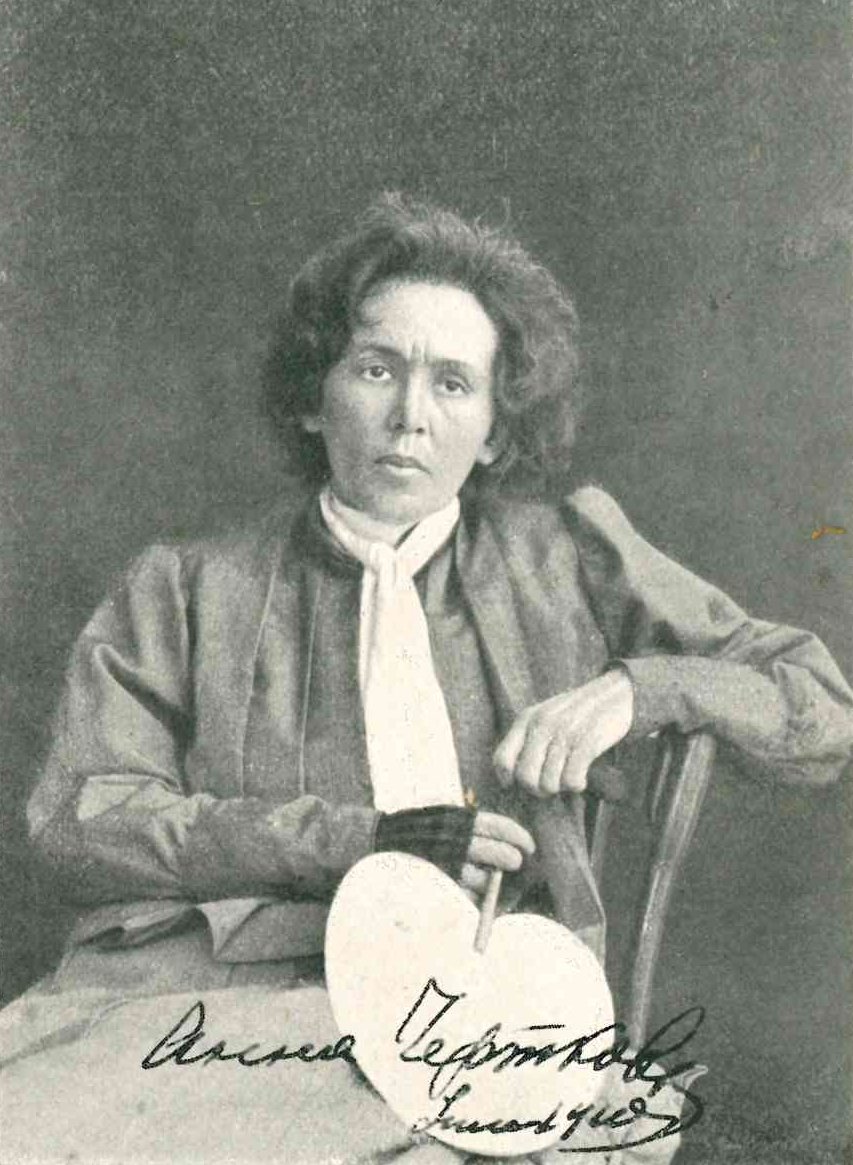
Анна Черткова в 1911 году, репродукция фотографии в книге «Из моего детства. Воспоминания А. К. Чертковой»

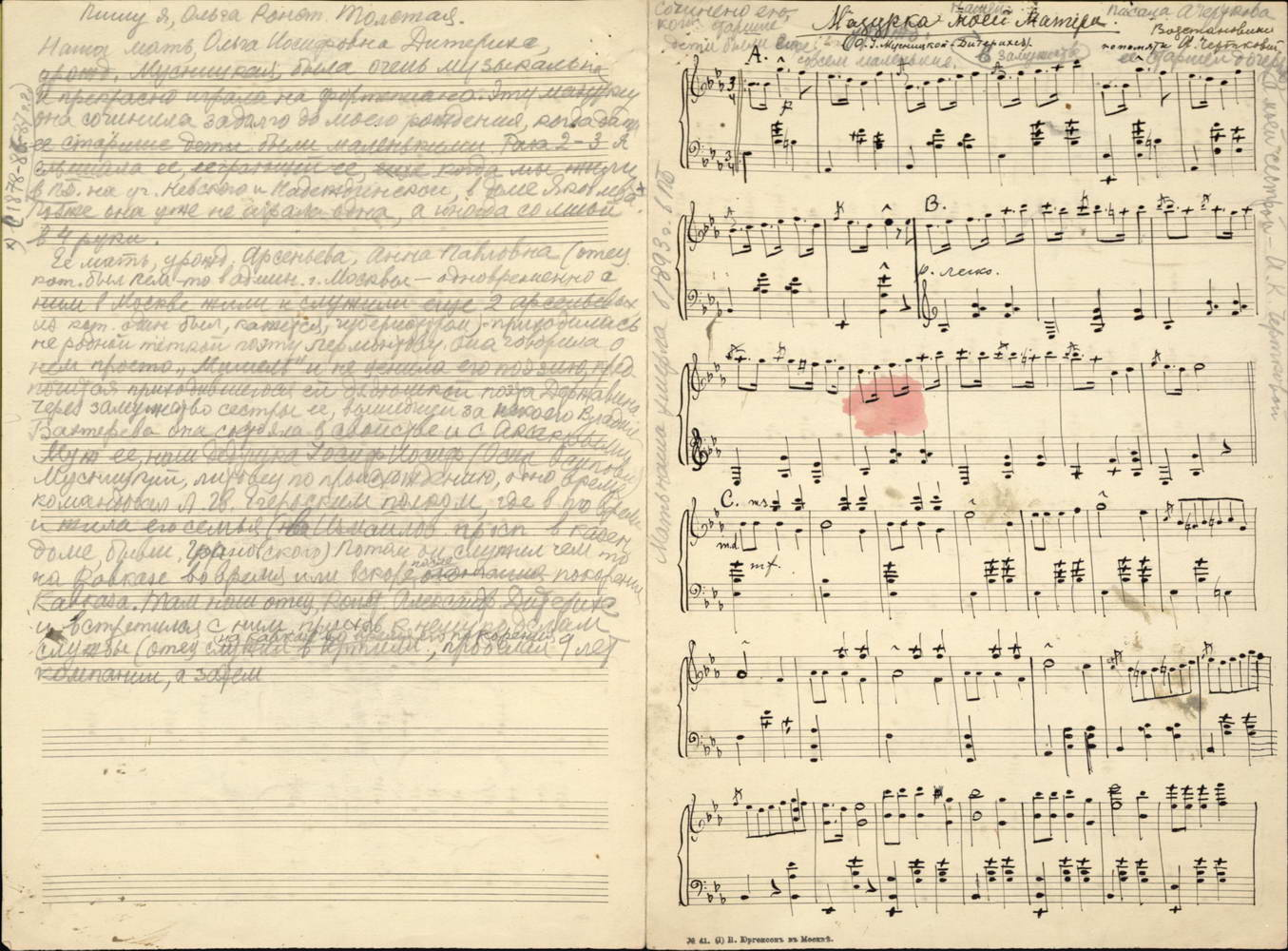
Анна Черткова. Мазурка моей матери. Восстановлена по памяти в 1870-е годы

Среди произведений Анны Чертковой дореволюционного периода переложение «Жития Филарета Милостивого» (1886). Доктор филологических наук Анна Гродецкая утверждала, что переписка Толстого с А. К. Дитерихс в связи с разрешением цензурой жития к печати подтолкнула писателя к созданию трактата «О жизни». Она также отмечала, что проблема заботы Филарета Милостивого о ближних и его супруги о семье была отражением размышлений Толстого в это время. Этой проблеме он посвятил Главу 23 своего трактата. Лев Толстой познакомился с работой Чертковой за год до публикации в рукописи. Сохранилась его оценка в письме Владимиру Черткову: «Получил житие Филарета Мил[остивого]. Прекрасно. Я не стану трогать. — Очень хорошо». В одном из писем он утверждал: «Дитерихс вложила туда много своего внутреннего чувства, и вышло трогательно и убедительно».
Чертковой принадлежит предназначенная для детей небольшая повесть «Подвиг (Восточное сказание)» (первое издание — 1888, к 1912 году вышло уже 12 изданий). По сюжету у богатого старца-торговца Махмеда-Али два сына. Старший из них, Джаффар, уходит на войну и становится великим полководцем, но отец отвергает его славу. Затем он отвергает его величие как учёного, писателя и дервиша. Младший сын Мехмеда-Али Нуретдин оказывается в плену, а сам он теряет богатства. Джаффар приходит к врагам, над которыми когда-то одерживал победы, и заявляет о своём желании отдать себя в обмен на младшего брата. Они отпускают Нуретдина и отправляют Джаффара в тюрьму, но сохраняют ему жизнь. Узнав от Нуретдина историю его освобождения, отец восклицает: «Только теперь достиг ты [Джаффар] истинного величия и бессмертия: ты сделал это для других, забыв о себе!».
В 1898 году Анна Черткова издала сборник, в который были включены три рассказа: «Перепёлочка» (молодой крестьянин-косарь случайно убивает молодую перепёлку, подвернувшуюся под косу), «Вадас» (гончий пёс приводит к своим хозяевам собаку, умирающую с голода после смерти хозяина), «Рассказ моего приятеля о том, как он перестал бояться грозы» (семилетний мальчик, от имени которого написан рассказ, выбегает из дома во время грозы, чтобы спасти вышвырнутого за дверь котёнка). Также её перу принадлежат детский рассказ «Один против всех» (1909, десятилетний мальчик — сын помещика, услышав рассказ конюха о том, как тот забивал свинью, отказывается от употребления мяса в пищу), статья «Как я стала вегетарианкой» (1913), сборник мемуаров «Из моего детства. Воспоминания А. К. Чертковой» (1911).
Во время пребывания в Ржевске Анна Черткова сочиняла стихотворения, в которых воплощались идеалы толстовства.
«За свободный труд жестоко

Против рабства шла борьба.

Беспощадно и широко

Разлилась везде война.

Мы ж насилье отрицаем

И идём иным путём.

И, борясь, мы побеждаем

Светом тьму и зло добром»
В 1900 году Черткова написала «Практический учебник английского языка, предназначенный для русских поселенцев в Америке». Она составила несколько сборников религиозных песнопений русских сектантов: «Сборник песен и гимнов свободных христиан» (1904—1905, три выпуска, в предисловии Черткова отмечала, что одни из опубликованных текстов действительно принадлежат свободным христианам, а другие «призваны удовлетворить их потребность» в «духовных песнях», соответствующих их «жизнепониманию», поэтому многие из текстов песен написаны на самом деле русскими поэтами — Алексеем Толстым, Александром Пушкиным и Алексеем Хомяковым, а мелодии взяты из русского фольклора или сочинений известных западных композиторов — Людвига ван Бетховена и Фредерика Шопена, песни были опубликованы в варианте для голоса и клавира в две руки), «Что поют русские сектанты» (три выпуска, 1910—1912, в сборниках были опубликованы подлинные песнопения русских сектантов, по утверждению Чертковой, она получила одобрение от них каждой записи, исполнив нотные записи сама в их присутствии, в выпуске 1 опубликованы псалмы и «стишки» духоборов, в выпуске 2 — «псальми» малёванцев, в выпуск 3 вошли песни якутских сектантов, скопцов, молокан, добролюбовцев и «Старого Израиля»), а также сборники песен и канонов «Мелодии» (в четырёх выпусках, около 1910), «Сельские звуки» (около 1910), «Сеятель» (1922). Она издала в собственной записи народную «Песнь про Москву 1812 года» (1912); стала автором слов и музыки популярных среди «толстовцев» песен «Слушай слово, рассветает» и «День свободы наступает».
Секретарь Льва Толстого Валентин Булгаков называл песнопения, включённые в сборники, «монотонными и унылыми», в которых «даже призывы к братству и свободе звучали плаксивым минором». При этом он высоко оценивал исполнительские способности Анны Чертковой, находил у неё «густой, красивый тембр и хорошо поставленный контральто». «Коронными» её произведениями были ария из «Ифигении» Кристофа Виллибальда Глюка и песня на слова Альфреда Теннисона в переводе Алексея Плещеева «Бледные руки скрестивши на грудь», которые она сама положила на музыку Бетховена.
Черткова написала литературные очерки, посвящённые отдельным аспектам работы Толстого над его произведениями: «Л. Н. Толстой и его знакомство с духовно-нравственной литературой. По его письмам и личным воспоминаниям о нём» (1913, в этой статье Черткова опровергает широко распространившееся мнение, что Лев Толстой предвзято относился к православию и поэтому не предпринимал попыток серьёзно ознакомиться с писаниями отцов церкви) и «Отражение работы мышления в „Дневнике молодости“» (1917). Уже в советское время были опубликованы её мемуары о писателе «Из воспоминаний о Л. Н. Толстом» (1926, в этой работе Черткова вспоминала о встречах с писателем, которые относились к 1886 году, подробно рассказывала о том, как исполняла для Толстого вокальные произведения Георга Фридриха Генделя, Алессандро Страделлы, Петра Ильича Чайковского, Глюка, а однажды Толстой сам аккомпанировал ей в исполнении старинных русских романсов) и «Первые воспоминания о Л. Н. Толстом» (1928).

## Личность и личная жизнь

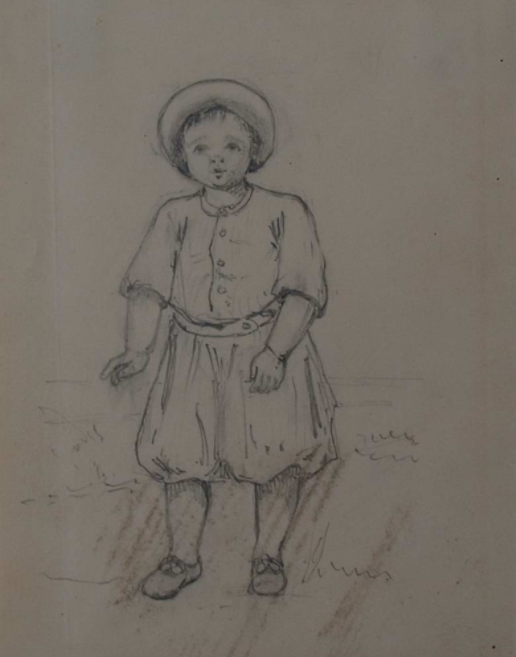
Николай Ярошенко. Портрет Оли Чертковой. Рисунок, 1890-е годы

### Семья Анны Чертковой
Перед тем, как сделать предложение Анне Дитерихс, Владимир Чертков рассказал о своём решении Толстому, который хорошо знал её и одобрил брак. 19 октября 1886 года Анна Дитерихс стала супругой Владимира Черткова. Их венчание происходило в санкт-петербургском Казанском соборе. Вскоре Толстой писал супругам: «Люблю вас и радуюсь на вас». Владимир Чертков ответил, что «чувствует полное единение со своей женою, становится с нею лучше и идёт вперёд успешнее, чем без неё». В оригинальном тексте биографии мужа, которую Анна написала в соавторстве с Алексеем Сергеенко, было сказано:

Ставши женой Черткова, Анна Константиновна, несмотря на слабость своего здоровья, часто развивавшуюся в острые заболевания, всегда участвовала душой во всей его деятельности и во всех его предприятиях, поддерживая своего мужа в его, иногда весьма тяжёлых затруднениях и вообще служа центром вдохновения и энергии для образовавшихся вокруг них кружка сотрудников и помощников.— Анна Черткова и Алексей Сергеенко. В. Г. Чертков
Впоследствии Черткова вычеркнула этот фрагмент из текста с припиской: «Совсем не место. А. Ч.». Сам Владимир Чертков писал о супруге: «Мне всегда было совестно за то счастье, которое
почему-то досталось на мою долю — счастье сожития с женою — сестрою по духу, товарищем и помощницей в том, в чём я, если не осуществляю, то вижу жизнь».
В браке у Чертковых были двое детей:
- Ольга (1887 — 17 июля 1889)[47]. Родители отказались её крестить, несмотря на уговоры родственников. Лев Толстой лично подыскивал девочке кормилицу[48]. Люся, как её называли в семье, была «живой и ласковой девочкой», к ней испытывали любовь не только родители и бабушка, но и все обитатели хутора Ржевска, где жила тогда семья Чертковых[45]. Девочка умерла от дизентерии, продолжавшейся два дня. Её смерть стала тяжёлым ударом для матери и на долгие годы подорвала её силы. После смерти дочери она в продолжение нескольких лет испытывала упадок жизненных сил, болела и целые недели вынуждена была проводить в постели. Для её лечения семья уехала в путешествие на Кавказ[49].
- Владимир Владимирович (в семье его называли Дима, 1889—1964)[50]. Николай Ярошенко изобразил его на картине «Спящий ребёнок» (1890, долгое время хранилась в Полтавском художественном музее), которая погибла в годы Великой Отечественной войны[51]. Художник Михаил Нестеров, видевший картину, на которой был изображён ребёнок в коляске, негативно отзывался о ней, утверждая, что интимные вещи были недоступны Ярошенко[52]. Владимир был лишен дворянства и прав на наследство, так как не был крещён. Организовал потребительское общество и создал один из первых крестьянских театров, учредил сельскохозяйственную артель вблизи Тулы. В 1913 году вступил в гражданский брак с крестьянкой Матрёной Павловной Кузевич[Прим 8]. В 1914 году поступил в Московский городской народный университет имени А. Л. Шанявского, работал финансистом в Всероссийском земском союзе, в Центросоюзе, в банках. Был строгим последователем учения Толстого, с 1919 года состоял в Совете по делам отказывающихся от военной службы по религиозным убеждениям. Работал научным сотрудником Государственного литературного музея[54].

### Личность Анны Чертковой в оценке современников

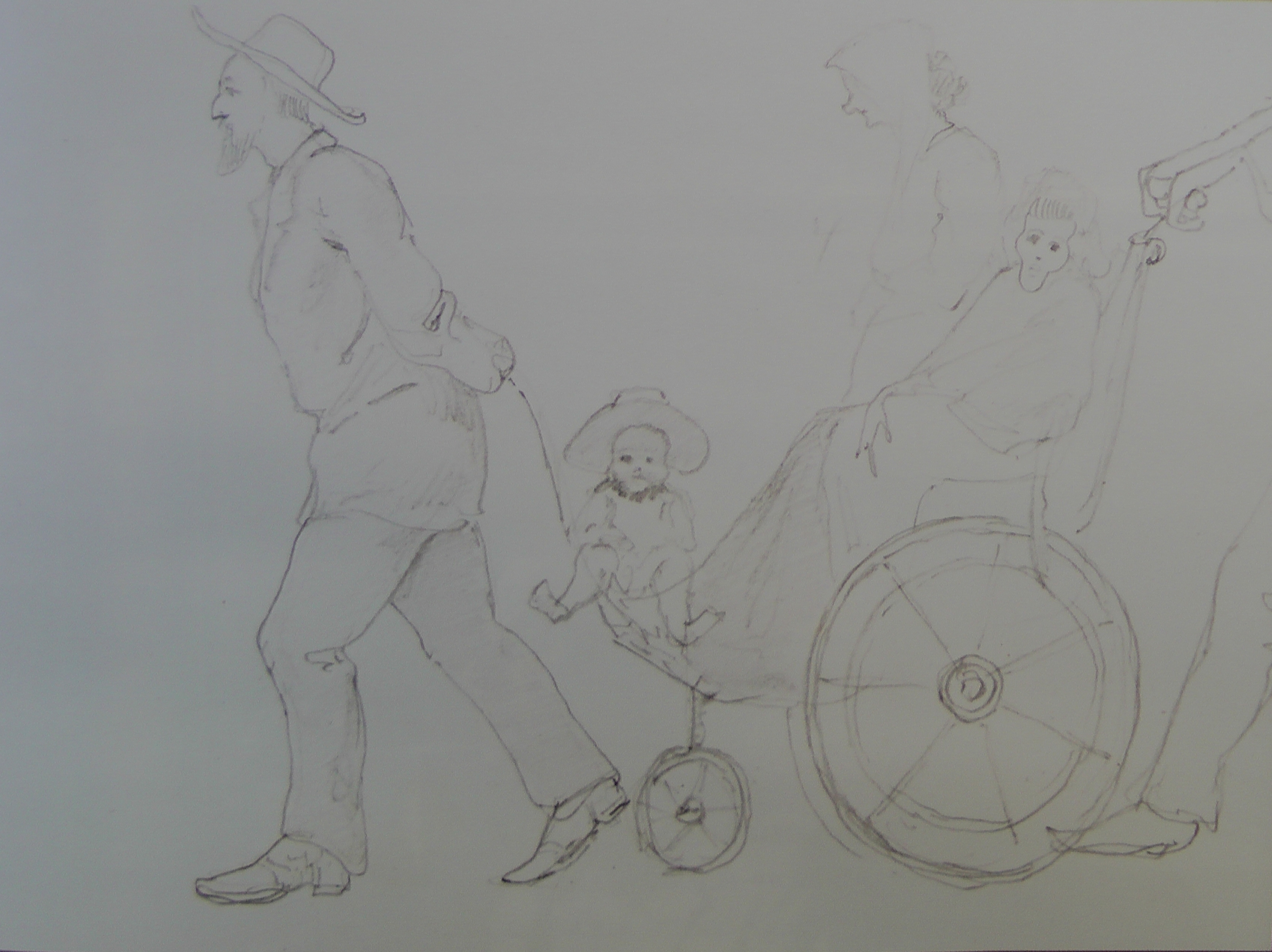
Николай Ярошенко. Дружеский шарж на семью Чертковых, 1890 год

Личность Анны Чертковой описывается и оценивается современниками различно. Павел Бирюков, многолетний сотрудник «Посредника», писал: «Это одна молодая девушка, кроткая, симпатичная… она познакомилась со мной… только для того, чтобы помогать нам, и действительно помогла». В РГАЛИ хранится автограф отзыва Льва Толстого: «Анна Константиновна и Владимир Григорьевич Чертковы — самые близкие мои друзья, и вся их относящаяся до меня и моих сочинений деятельность мною не только всегда одобряется, но и вызывает во мне самую искреннюю и глубокую к ним благодарность. Лев Толстой. 28 января 1909 г.» (Ф 552. Оп. 1. Д 2863. Отзыв Л. Толстого о Чертковых. Л. 1).
Валентин Булгаков описывал внешность Чертковой, называя её «маленькой, худенькой женщиной, с умными и добрыми, но беспокойными и тревожными (точно она затаила какую-то грусть или страх в душе) чёрными глазами и с копной коротко остриженных и слегка седеющих чёрных волос на голове». Он считал, что Анна была полной противоположностью мужу: «мягкость и даже почти слабость характера, нетвёрдость воли, сердечность, скромность, чуткость, внимательное сочувствие к интересам, горестям и нуждам ближних, душевное гостеприимство, живое любопытство ко всему (пусть женское) и любознательность, выходящая за границы „толстовского“ горизонта». Самостоятельной роли Черткова, по его мнению, не играла, хотя по уму и культурному развитию значительно превосходила супруга. Она разделяла взгляды Толстого, была верной помощницей и подругой Владимиру Черткову. Булгаков называл её «милой… но запуганной жизнью и мужем», «недюжинной и интересной» личностью. Черткова побаивалась супруга. Она отказывалась признавать его виновным по отношению к себе или кому-либо другому, в чём-либо неправым, всегда поддерживала его мнение. Булгаков отмечал, что, если Владимира Черткова боялись окружающие, то его жену любили все, с ней устанавливались «простые, доверчивые, дружеские отношения». Михаил Нестеров также сожалел, что Владимир Чертков подавил супругу «своей тупой волей».
Булгаков писал, что Анна скучала, так как хозяйство вела экономка. Поэтому она старалась чем-то наполнить будни: чтением корреспонденции, ответами «толстовцам», чтением вслух, правкой корректуры, болтовнёй. О болезни Чертковой он утверждал, что «на 90 %» она «выдуманная». Её значение Булгаков описывал как способность «вводить небезопасный, грузный размах его [Владимира Черткова] тяжёлой натуры в какие-то более или менее приемлемые для окружающих, дисциплинирующие рамки, а также облегчать доступ к нему для других людей — и тех, кто жил с ним под одной крышей, и тех, кто являлся в его дом впервые».
Напротив, мемуаристка Софья Мотовилова отзывалась о Чертковой резко негативно. Мотовилова писала:

Она больна и всегда лежит… взгляд у неё тусклый, недоброжелательный, сама бледная. Как-то бесцеремонно она осматривает меня… Черткова начинает сразу мне допрос… По мере продолжения допроса мне делается всё противнее и противнее. Ясно, эта дама хочет выяснить, к «какому кругу» я принадлежу. Я сижу согнувшись на деревянном стуле, она холодно глядит на меня… Об Анне Константиновне Чертковой я слышала потом от людей, знавших её ближе, чем я, как о человеке сухом, расчётливом, даже несколько эксплуататорски относившемся к окружающим людям… она музыкантша, но не умеет записывать ноты…— Софья Мотовилова. Минувшее

## Анна Черткова на картинах Николая Ярошенко
Николай Ярошенко близко знал Анну Черткову и находился с ней в переписке. Опубликованы два письма Ярошенко к Чертковой — от 8 ноября 1894 года из Кисловодска и от 9 января 1896 года из Санкт-Петербурга, а также одно письмо, адресованное одновременно обоим супругам от 8 декабря 1897 года из Санкт-Петербурга. В многочисленных письмах к Владимиру Черткову художник интересуется её здоровьем и успехами сына. В коллекции Мемориального музея-усадьбы Н. А. Ярошенко находится фотография, на которой запечатлены находившиеся в 1890 году на даче у художника в Кисловодске Владимир и Анна Чертковы. Там же хранятся рисунки, сделанные художником в этом году с Анны Чертковой: «А. К. Черткова на балконе» (бумага, итальянский графический карандаш, 17,5 × 13,3 см, на рисунке рукой сына Владимира сделана подпись «Набросок Ярошенко с моей матери») и «Дружеский шарж на семью Чертковых» (бумага, картон, графический карандаш, 20 × 23 см).

### «Курсистка»

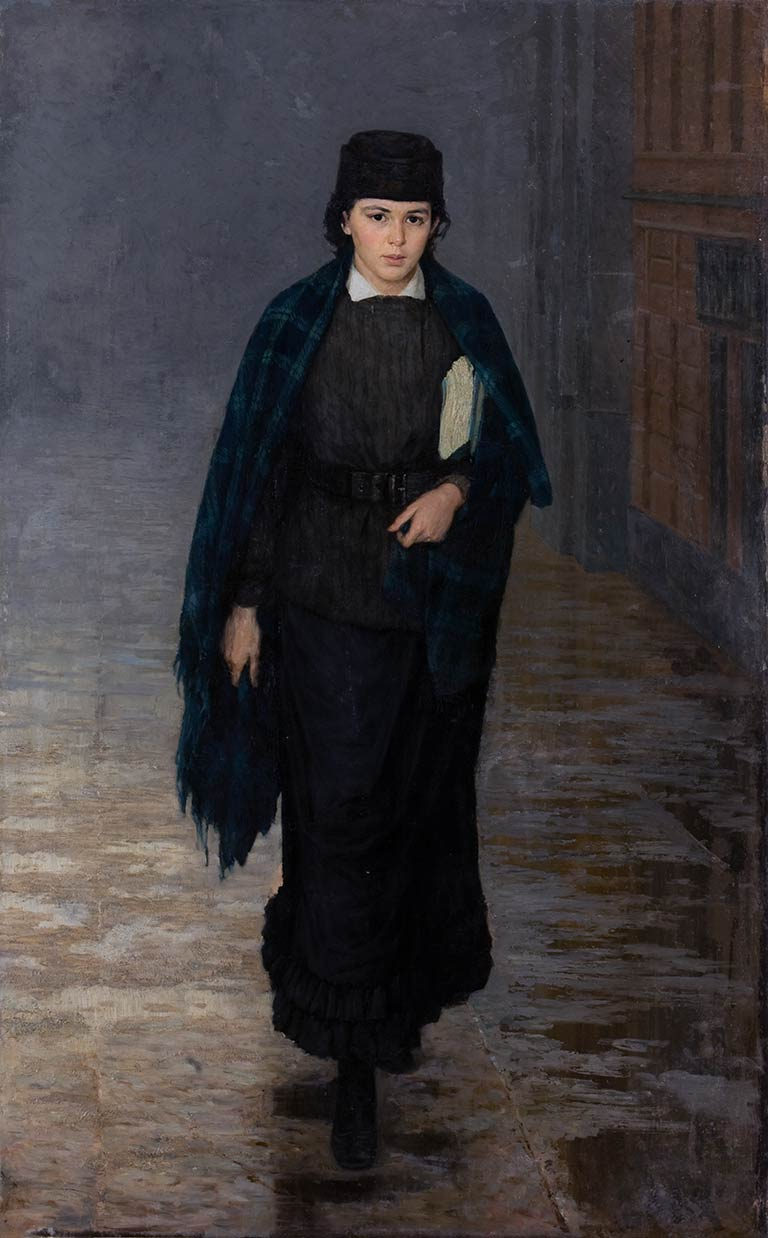
Николай Ярошенко. «Курсистка» из Калужского музея, 1883 год

Анна Черткова запечатлена Николаем Ярошенко на картине «Курсистка», созданной в 1883 году. Один вариант этой картины находится в собрании и экспозиции Калужского музея изобразительных искусств (инв. — Ж 0167), выполнен в технике масляной живописи по холсту. Его размер — 131 × 81 см. Вариант картины, находящийся в собрании и экспозиции Национального музея «Киевская картинная галерея» (инв. — Ж-154), выполнен в той же технике. Его размер — 133 × 82,5 см (по другим данным — 134 × 83 см). Он подписан: «Н. Ярошенко 1883».
О том, насколько картина отражает личность и внешность Чертковой, существуют различные точки зрения. Кандидат искусствоведения Владимир Прытков считал не подлежащим сомнению, что художник писал картину с Анны Константиновны Дитерихс. При этом он обращал внимание, что Ярошенко омолодил свою модель. Вместо реальных 24 лет ей на картине можно дать 17—18. Такое же мнение мнение высказывала искусствовед Алла Верещагина. Она писала, что художник сохранил самые общие черты лица Чертковой, но сделал её значительно моложе. По иному оценивала роль Дитерихс старший научный сотрудник Мемориального музея-усадьбы Н. А. Ярошенко Ирина Поленова. Она писала, что Дитерихс отдала лишь «некоторые, впрочем, заметно изменённые, свои черты „Курсистке“». В своей статье 2018 года она, даже не упоминая Дитерихс, писала о «реальном облике тысяч современниц», который, по её мнению, лежит в основе жизни героини.
В изображённом на картине персонаже историк культуры Владимир Порудоминский видел отражение одновременно нескольких реальных женщин: Марии Невротиной — супруги художника, учащейся «первого набора» Бестужевских курсов, приятельницы художника общественной деятельницы Надежды Стасовой, сестры музыкального и художественного критика Владимира Стасова, жены брата Ярошенко Василия, юристки по образованию Елизаветы Шлиттер, окончившей Бернский университет, и, в первую очередь, — Анны Дитерихс, которую он считал прототипом героини картины. По мнению Порудоминского, художник, работая над картиной, постепенно устранял портретное сходство своей героини с Дитерихс, совершая трансформацию прототипа в тип. Искусствовед отмечал, что современники, знакомые с Анной Чертковой, не узнавали её изображение на картине «Курсистка».

### «В тёплых краях»

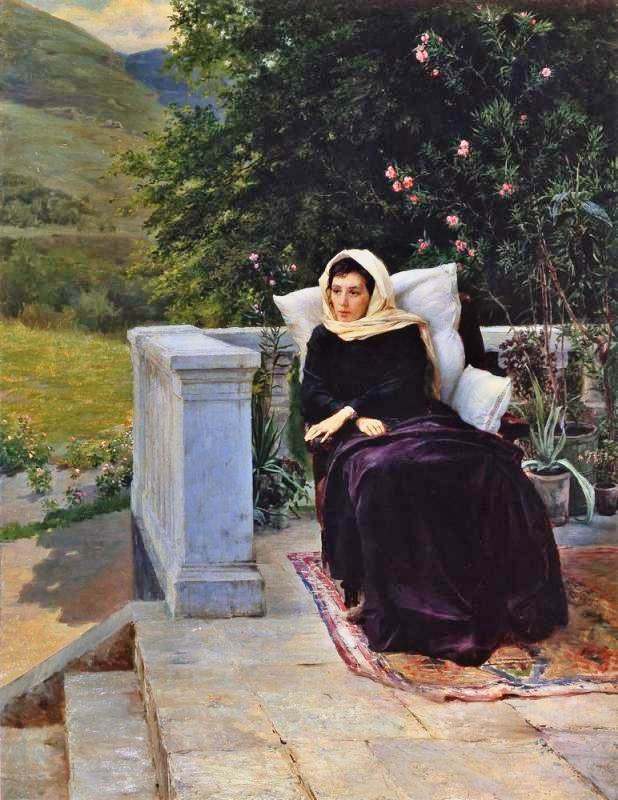
Николай Ярошенко. В тёплых краях, 1890 год, Русский музей

В 1890 году художник изобразил Анну Черткову на своей картине «В тёплых краях» (Русский музей, инв. Ж-2500, холст, масло, 107,5 × 81 см, в правом нижнем углу картина подписана и датирована автором: «Н. Ярошенко. 1890»). Ещё один вариант этой картины находится в собрании Екатеринбургского музея изобразительных искусств. Картину «В тёплых краях» Николай Ярошенко написал в Кисловодске на Белой вилле. Анна Черткова изображена бледной, печальной и больной женщиной, которая в одиночестве тоскует среди буйства южной природы. В это время сам Ярошенко страдал тяжёлой формой горловой чахотки. В письме Анне Чертковой он сообщал: «Месяца полтора представлял из себя почти неподвижное и ни на что не пригодное тело, мог только лежать или сидеть в кресле, в подушках… как Вы на той картине, что я с Вас писал». Советский искусствовед Владимир Порудоминский писал, что героиня картины «получилась красивой дамой с утончённо правильными чертами лица (в котором выразилось не столько страдание её или художника, сколько желание, чтобы вышло „трогательно“), с тонкими, изящными руками, которые она держит несколько напоказ…».
Современники, знакомые с Анной Чертковой, картину «В тёплых краях» воспринимали как традиционный портрет (хотя, по мнению Порудоминского, в ней присутствует более сложный сюжет). Илья Репин писал Черткову: «Здесь на выставке изображение Анны Константиновны (работы Ярошенко) выздоравливающей очень мне понравилось. Выразительно и тонко написано. Прекрасная вещь». Лев Толстой увидел полотно «В тёплых краях» на посмертной выставке Ярошенко, назвал его «Галя в Кисловодске». Посетители выставки, незнакомые с Чертковой, жалели красивую даму, которой, по их мнению, суждено было покинуть земной мир.
В Государственном музее Л. Н. Толстого хранится карандашный рисунок Владимира Черткова (1890, бумага, карандаш, находится в альбоме рисунков Владимира Черткова), на котором он изобразил Николая Ярошенко за работой на картиной «В тёплых краях». Н. В. Зайцева в своей статье упоминала, что Чертков делал зарисовки и самой картины, а также своей супруги.

## Анна Черткова на картинах Михаила Нестерова

### Зарисовки 1890 года

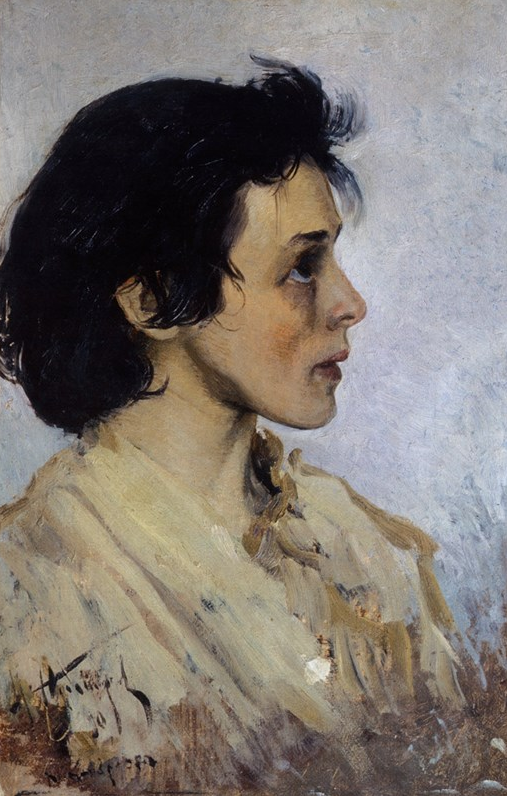
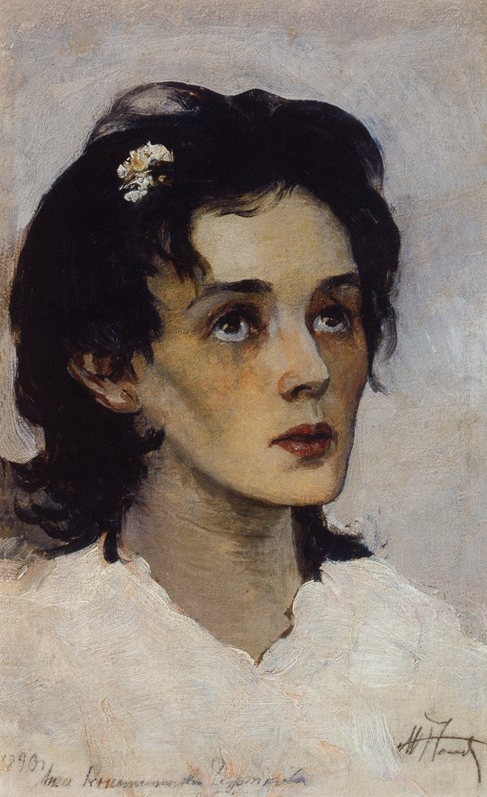

Художник Михаил Нестеров познакомился с Владимиром Чертковым в 1890 году в Кисловодске, в доме у Николая Ярошенко. К этому времени относятся сделанные маслом портреты самого Черткова и его супруги. Это «Портрет Анны Константиновны Чертковой» (этюд, 1890, холст, масло. 31 × 19 см, Государственный музей Л. Н. Толстого, Москва, инв. АИЖ-396) и «Портрет Анны Константиновны Чертковой» (1890, холст, масло. 40 × 26 см, Государственный музей Л. Н. Толстого, Москва, инв. АИЖ-397). Искусствовед Ирина Никонова в своей монографии о творчестве Михаила Нестерова настаивала, что эти портреты не являлись выражением его мировоззрения, а были следствием желания художника запечатлеть близких и дорогих ему людей.
Надежда Зайцева считала парными один из портретов Анны и изображение художником её мужа, выполненное в Кисловодске. Единый формат, колористика, композиция (портреты направлены друг к другу лицом), а также психология диалога между героями. Причёска Чертковой небрежна, у неё тени под глазами, губы раскрыты, словно шепчут молитву, глаза кажутся полными слёз. Художник, по мнению Зайцевой, передал состояние, близкое молитве или экстазу. В портрете супруга Нестеров передал силу и властность фанатичного проповедника. Черткова кажется подчинившейся воле мужа (об этом сам Нестеров писал в одном из своих писем).

### «На Руси. Душа народа»

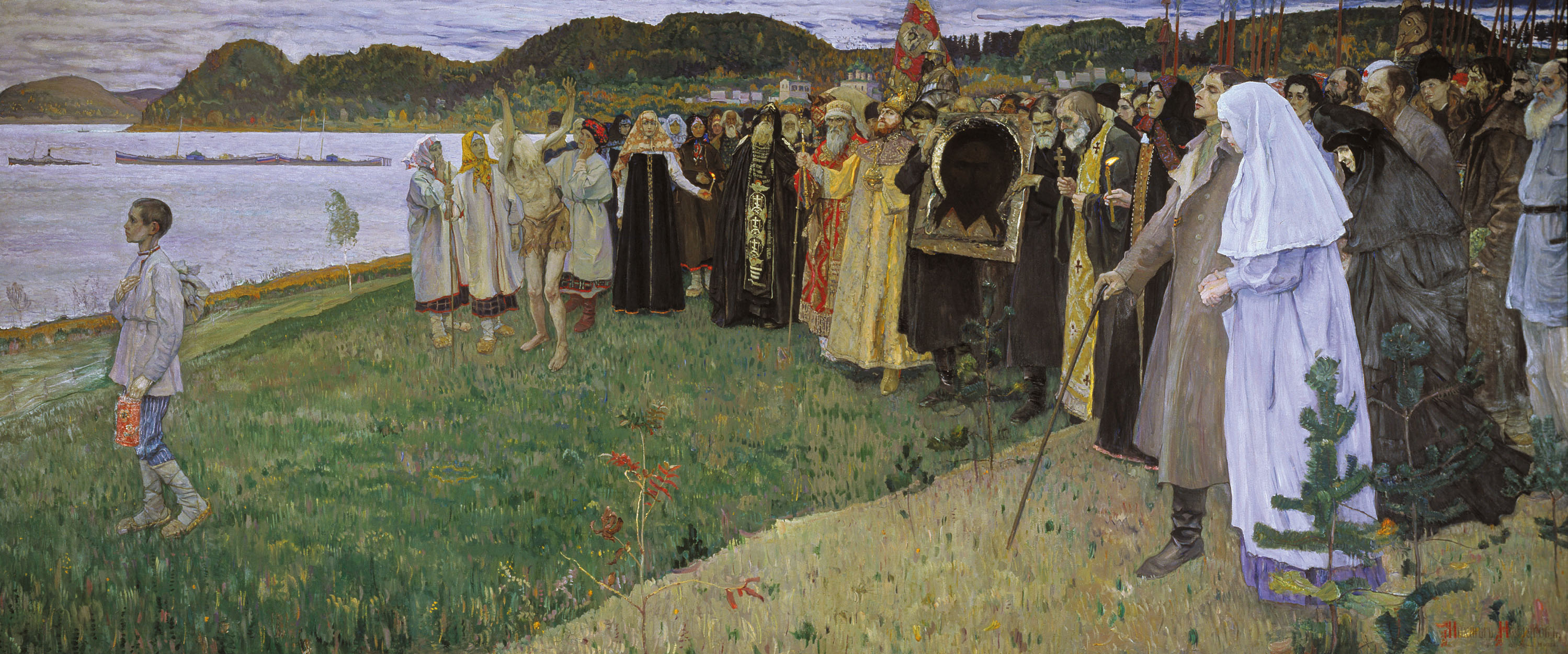
Михаил Нестеров. На Руси. Душа народа, 1916 год

«На Руси. Душа народа» (холст, масло, 206 × 484 см, Государственная Третьяковская галерея) — картина, над которой художник работал с 1914 по 1916 год, она представляет собой изображение русской жизни, какой она представлялась в то время Нестерову. На полотне перед зрителем предстаёт берег Волги у Царёва кургана (место в излучине Волги вблизи Жигулей). По нему медленно движется толпа людей. Полотно даёт панораму русского народа, присутствуют представители всех сословий и классов, от царя до юродивого и слепого солдата, в этой толпе запечатлены Фёдор Достоевский, Лев Толстой, Владимир Соловьёв. Впереди идёт мальчик в крестьянской одежде и котомкой за спиной, с туеском в руке. Художник создал исторический групповой портрет людей, ищущих истину и идущих к ней разными путями. Ирина Никонова предполагала, что Нестеров опирался на взгляды, широко распространённые в то время в философских кругах и призывающие положить в основу общественного миросозерцания «идею личности и идею нации взамен идеи интеллигенции и классов». При этом он проповедует моральную чистоту и душевную ясность, видя в них смысл жизни и примирение разнообразных религиозных течений. Картина вызвала острые споры в Психологическом обществе при Московском университете и в Обществе памяти Владимира Соловьёва. Анна Черткова изображена на полотне рядом с мужем и Львом Толстым.
Надежда Зайцева подчёркивала, что Нестеров на картине вывел Анну Черткову как полноправную героиню, человека, который ищет своего Бога, свои идеалы. Для изображения он использовал набросок 1890 года. Зайцева считала примечательным, что Владимир Чертков не попал на полотно «даже среди „заблуждающихся“», она предполагала, что художник не относил его к людям «живой веры».

## Анна Черткова на других портретах

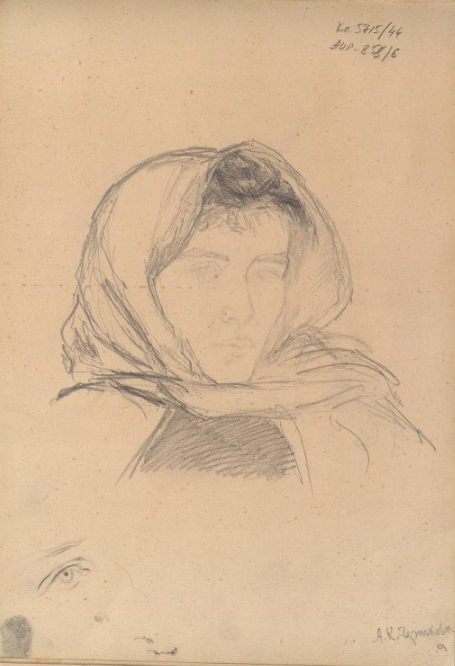
Владимир Чертков. Набросок портрета Чертковой А. К., 1890-е годы

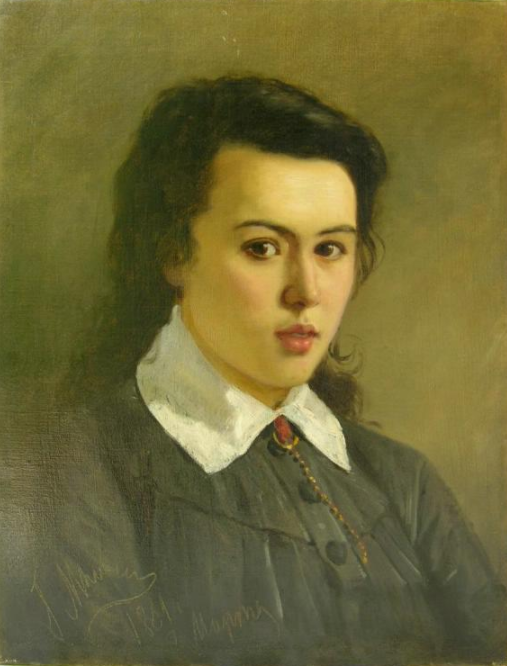
Григорий Мясоедов. Портрет Анны Константиновны Чертковой, 1881 год

В 1881 году художник-передвижник Григорий Мясоедов создал портрет юной Анны Дитерихс — в то время учащейся Бестужевских курсов (холст, масло, 49,0 × 38,0 см, Музей-усадьба Л. Н. Толстого «Ясная Поляна», инв. Ж-195). Девушка изображена в тёмно-сером платье с белым воротником, на нём закреплена маленькая тёмно-красная брошь с короткой цепочкой, которая заправлена за планку застёжки. Густые чёрные волосы зачёсаны на косой пробор, они падают на плечи. У девушки высокий лоб, тёмные глаза под густыми изогнутыми бровями, лёгкий румянец на щеках.
В Государственном музее Л. Н. Толстого хранится группа набросков Владимиром Чертковым облика своей супруги. Один из них (бумага, карандаш, 33 × 23 см, инв. АИГ-858/6) сделан в 1890-е годы в альбоме Черткова, предположительно, в Кисловодске. В центральной части листа художник-любитель изобразил супругу анфас в платке, по плечи. Под её портретом в нижнем левом углу изображено лицо, на котором прорисованы только глаза и брови.
На другой странице этого же альбома Владимира Черткова находятся «Два наброска портрета А. К. Чертковой» (дата неизвестна, бумага, карандаш, 23 × 33 см, инв. АИГ-858/8). Изображения двух женских лиц находятся в центральной части листа и расположены одно под другим. Оба изображения женщины даны по плечи, у неё пышные волосы, но короткая стрижка. Верхнее — в профиль, нижнее развёрнуто на 3/4 вправо, на нём хорошо виден отложной воротничок блузки.
Ещё одно портретное изображение Анны Чертковой принадлежит графику Михаилу Рундальцову. Она изображена на офорте «Голова Толстого с портретом-заметкой Толстого и А. К. Чертковой за столом» (1908, 55 × 45,5 см, Государственный музей Л. Н. Толстого, инв. АИГ-1197) в нижнем правом углу, беседующая с писателем.